# Półwiosek Stary
Półwiosek Stary (do 2012 Stary Półwiosek) – wieś w Polsce położona we wschodniej części województwa wielkopolskiego, w powiecie konińskim, w gminie Ślesin nad wschodnim brzegiem Jeziora Mikorzyńskiego. Wieś jest siedzibą sołectwa Półwiosek Stary.

## Turystyka
Miejscowość o walorach turystycznych, położona na wschodnim brzegu Jeziora Mikorzyńskiego, możliwość uprawiania sportów wodnych takich jak: narty wodne, wakeboard, żeglarstwo, kajakarstwo, nurkowanie i wędkowanie. Miejsce aktywnego wypoczynku letniego.
Na terenie miejscowości znajduje się ośrodek wczasowo-wypoczynkowy z bazą noclegową, restauracją i wypożyczalnią sprzętu wodnego, gospodarstwo agroturystyczne oraz Harcerski Ośrodek Wodny Hufca ZHP w Zduńskiej Woli.

## Historia
W latach 1975–1998 miejscowość administracyjnie należała do województwa konińskiego.
Do końca II wojny światowej miejscowość zamieszkiwało wielu Niemców i Żydów, później wysiedlonych.
W 2012 r. zmieniono urzędowo nazwę miejscowości ze Stary Półwiosek na Półwiosek Stary.

## Zabytki
Cmentarz ewangelicko-augsburski z 1883 r. Założony został dla dokonania pochówku zmarłej 5 lutego Fanny Hess – rezydentki dworu w Wąsoszach, która dożywotnio zarządzała folwarkiem w Półwiosku Starym. W okresie międzywojennym dokonywano tam pochówku okolicznej ludności wyznania ewangelickiego. We wrześniu 1939 r. pochowano tutaj załogę zestrzelonego samolotu niemieckiego.

## Dane geograficzne
Obszar znajduje się w południowo-wschodniej części Pojezierza Gnieźnieńskiego, gdzie rynna goplańska oddziela to pojezierze od Pojezierza Kujawskiego. Formy terenu związane są z poznańska fazą zlodowacenia wiślanego, o czym świadczy obecność na zachód od tego terenu pasma wzgórz. Wschodnią część Pojezierza Gnieźnieńskiego nazywa się czasem Pojezierzem Mogileńskim. Rzeźba ukształtowała się 7-8 tysięcy lat temu. Miejscowość położona w obrębie skupiska (ciągu) dużych jezior rynnowych stanowiących ślady cyrkulacji wód w podłożu lodowca, nad Jeziorem Mikorzyńskim (2,5 km² powierzchni, głębokość 38,0 m). Od lat 50. jezioro to jest częścią 32-kilometrowego kanału Ślesińskiego.
Wokół jeziora dominują rozległe równinne lub miejscami lekko faliste obszary moreny dennej.
Na powierzchni zalega glina morenowa, a na niej gleby brunatnoziemy klasy II – III. Obszar położony jest na terasach piaszczystych i piaskach sandrowych, na których rośnie dość wąski pas lasu wzdłuż brzegów jeziora.
Pobliski kompleks przemysłowy Konina (kopalnie, odkrywki, hałdy) spowodował obniżenie wód gruntowych.

## Komunikacja
Przez miejscowość przebiega fragment systemu gminnych dróg rowerowych ze Ślesina do Wąsosz.
Najtańszy dojazd z Konina umożliwia linia autobusowa PKS relacji Konin - Kępa.